# Glutathion synthase
La glutathion synthase, ou glutathion synthétase, est une ligase qui catalyse la réaction :
ATP + gamma-L-glutamyl-L-cystéine + glycine  {\displaystyle \rightleftharpoons }  ADP + phosphate + glutathion.
Cette enzyme est la seconde de la voie de biosynthèse du glutathion.
Chez les eucaryotes, il s'agit d'une enzyme homodimérique. Chez l'homme, les altérations de cette enzyme sont transmises par voie autosomique récessive et provoquent une acidose métabolique sévère, la 5-oxoprolinurie (en), ainsi qu'une accélération de l'hémolyse et un fonctionnement altéré du système nerveux central.
Le domaine qui se lie au substrat possède une structure à trois couches alpha-bêta-alpha.